# Alan Anderson
Alan Jeffery Anderson (ur. 16 października 1982 w Minneapolis w stanie Minnesota) – amerykański profesjonalny koszykarz występujący na pozycjach rzucającego obrońcy lub niskiego skrzydłowego, obecnie zawodnik Lakeland Magic.

## Początki w NBA
Po czterech latach gry w uniwersyteckiej drużynie Michigan State Spartans, Anderson zgłosił się do draftu w 2005 roku, ale nie został w nim wybrany przez żadną drużynę. Dostał się do rozgrywek ligi letniej, rozgrywanych w Orlando, gdzie miał występować w barwach Charlotte Bobcats. Wypadł w tych meczach na tyle dobrze, że drużyna z Północnej Karoliny 9 sierpnia 2005 podpisała z nim kontrakt. W NBA zadebiutował 12 listopada 2005 w meczu z Miami Heat. Zdobył 8 punktów, zanotował 2 zbiórki, 4 asysty, 1 przechwyt i 1 blok. 21 marca 2006 pierwszy raz zagrał w pierwszej piątce w spotkaniu z Orlando Magic. 17 kwietnia 2006 w przedostatnim meczu sezonu przeciwko New York Knicks ustanowił własny rekord punktowy, zdobywając 18 oczek. Rozgrywki zakończył z 36 meczami na koncie. Zdobywał w nich średnio 5,8 punktu, 1,9 zbiórki i 0,9 asysty.
W nowym sezonie po rozegraniu zaledwie sześciu meczów, 26 listopada 2006, został zwolniony z umowy przez Bobcats. Związał się wtedy umową z drużyną ligi NBDL, Tulsa 66ers. Rozegrał w ich barwach 26 meczów, zdobywając średnio 15,8 punktu, 3,8 zbiórek i 2,7 asysty na mecz. 16 marca 2007 ponownie związał się umową z Charlotte Bobcats, do końca sezonu. 14 kwietnia w meczu przeciwko Milwaukee Bucks zdobył 24 punkty, bijąc swój rekord kariery. Łącznie w tych rozgrywkach 17 razy wybiegł na parkiet, rzucał średnio 5,8 punktu, zbierał 1,9 piłek i asystował 1,2 razy na mecz.

## Tułaczka po świecie
13 września 2007 podpisał kontrakt z drużyną VidiVici Bolonia. Zagrał dla nich w 30 meczach, zdobywając średnio 14,4 punktu, 4,9 zbiórek i 1,3 asysty na mecz. We wrześniu 2008 roku podpisał umowę z rosyjskim zespołem Triumf Lubiercy. Zagrał tam tylko 11 spotkań. Średnio rzucał 11,3 punktu, 4,8 zbiórek i 1,3 asysty na mecz. 31 grudnia 2008 podpisał umowę z chorwacką Ciboną Zagrzeb. W rozgrywkach ligi chorwackiej i adriatyckiej wystąpił łącznie w 42 meczach. Rzucał średnio 16,2 punktu i dodawał do tego 5,7 zbiórki, 2,1 asysty i 2 przechwyty. W sezonie 2009-10 grał w barwach Maccabi Tel-Awiw. Zagrał dla nich łącznie 45 meczów w Eurolidze i lidze izraelskiej, zdobywając średnio 11,8 punktu, a przy tym 3 zbiórki, 2,4 asysty i 1 przechwyt na mecz.
W 2010 roku został wybrany z drugim numerem draftu do ligi NBDL przez New Mexico Thunderbirds. Zagrał w ich barwach 10 meczów, zdobywając średnio 21,1 punktu, 5,8 zbiórki i 5 asyst na mecz. 21 grudnia 2010 podpisał kontrakt z FC Barceloną. Łącznie wystąpił w 40 meczach, zdobywając średnio 10.8 punktu, a także 2.9 zbiórki i 1.2 asysty na mecz. W sezonie 2011-12 grał w chińskim Shandong Lions. Zagrał w 31 meczach i był czołowym strzelcem ligi. Rzucał 25,5 punktu na mecz, a do tego dokładał 5,5 zbiórki, 4 asysty i 2,1 przechwytu. 3 lutego 2012 w spotkaniu z Zhejiang CB rzucił 54 punkty. Po grze w Chinach zagrał 8 meczów w barwach Canton Charge w lidze NBDL, gdzie był najlepszym strzelcem zespołu. Rzucał 21,5 punktu na mecz i dokładał do tego 4,6 zbiórki i 3 asysty.

## Powrót do NBA
Dobra gra na zapleczu NBA została zauważona przez zespoły z ligi. 26 marca 2012 podpisał pierwszy z dwóch dziesięciodniowych kontraktów z Toronto Raptors, a następnie przedłużył umowę do końca rozgrywek. Od 9 do 18 kwietnia 2012 w 6 kolejnych meczach zdobywał 12 lub więcej punktów. 26 kwietnia w spotkaniu z New Jersey Nets ustanowił rekord sezonu – 20 punktów. Łącznie w sezonie zagrał w 17 meczach, aż 12 razy wszedł w pierwszej piątce. Zdobywał średnio 9,6 punktu, a także 2 zbiórki i 1,5 asysty na mecz.
27 lipca 2012 podpisał roczny kontrakt z Toronto Raptors, dzięki któremu zarobił 885 tysięcy dolarów w sezonie 2012-13. 6 stycznia 2013 w spotkaniu z Oklahoma City Thunder zdobył rekordowe w karierze 27 punktów. Wynik ten powtórzył 10 dni później w starciu z Chicago Bulls.
Po sezonie został wolnym agentem, i mimo że budził zainteresowanie między innymi Minnesota Timberwolves, to ostatecznie związał się dwuletnim kontraktem z Brooklyn Nets. W barwach drużyny z Nowego Jorku rozegrał 78 spotkań, z czego 26 w pierwszej piątce. Notował średnio 7,2 punktu i 2,2 zbiórki na mecz. W swojej umowie miał opcję odstąpienia od drugiego roku kontraktu, z czego skorzystał, zostając wolnym agentem podczas lata 2014 roku. Zrobił to tylko po to, żeby 15 lipca podpisać nowy, wyższy kontrakt z Nets, gwarantujący mu zarobki na poziomie 3 milionów dolarów, płatne w dwa lata.
W lipcu 2015 roku został zawodnikiem Washington Wizards. 3 sierpnia 2016 podpisał umowę z Los Angeles Clippers.

## Osiągnięcia
Stan na 21 marca 2018, na podstawie, o ile nie zaznaczono inaczej.
NCAA
- Uczestnik rozgrywek 
  - Final Four turnieju NCAA (2005)
  - Elite Eight turnieju NCAA (2003, 2005)
  - turnieju NCAA (2002–2005)
- Zaliczony do:
  - II składu Big Ten (2005 przez media)
  - III składu Big Ten (2005 przez trenerów)
  - składu All-Big Ten Honorable Mention (2003)

Drużynowe
- Mistrz:
  - Hiszpanii (2011)
  - Chorwacji (2009)
- Wicemistrz:
  - Ligi Adriatyckiej (2009)
  - Izraela (2010)
- Zdobywca pucharu:
  - Chorwacji (2009)
  - Izraela (2010)
  - Hiszpanii (2011)
- Finalista Pucharu Włoch (2008)

Indywidualne
- MVP:
  - pucharu:
    - Chorwacji (2009)
    - Hiszpanii (2011)

  - miesiąca Euroligi (Luty 2010)
  - kolejki Euroligi (2 kolejna TOP 16 – 2009/10)
- Zaliczony do składu All-D-League Honorable Mention (2007)
- Uczestnik meczu gwiazd D-League (2007)

## Statystyki
Stan na koniec sezonu 2016/17

### College
| Sezon   | Drużyna        | M   | S5 | MPG  | FG%   | 3P%   | FT%   | RPG | APG | SPG | BPG | PPG  |
| ------- | -------------- | --- | -- | ---- | ----- | ----- | ----- | --- | --- | --- | --- | ---- |
| 2001-02 | Michigan State | 31  | 23 | 24,5 | 45,0% | 40,0% | 77,0% | 4,2 | 1,6 | 0,6 | 0,1 | 6,5  |
| 2002-03 | Michigan State | 32  | 28 | 27,6 | 50,3% | 30,8% | 84,2% | 3,7 | 3,3 | 0,7 | 0,3 | 9,8  |
| 2003-04 | Michigan State | 30  | 26 | 28,7 | 46,7% | 35,4% | 80,5% | 3,1 | 3,2 | 1,0 | 0,2 | 8,1  |
| 2004-05 | Michigan State | 33  | ?  | 26,6 | 55,6% | 38,5% | 87,7% | 5,6 | 1,7 | 1,0 | 0,2 | 13,2 |
| Razem   |                | 126 | ?  | 26,8 | 50,3% | 36,6% | 83,1% | 4,2 | 2,4 | 0,8 | 0,2 | 9,5  |

### Poza NBA
| Sezon   | Drużyna                 | M   | S5 | MPG  | FG%   | 3P%   | FT%   | RPG | APG | SPG | BPG | PPG  |
| ------- | ----------------------- | --- | -- | ---- | ----- | ----- | ----- | --- | --- | --- | --- | ---- |
| 2006-07 | Tulsa 66ers             | 26  | 8  | 28,8 | 54,5% | 45,2% | 87,0% | 3,8 | 2,7 | 1,0 | 0,0 | 15,8 |
| 2007-08 | VidiVici Bologna        | 30  | 29 | 28,1 | 47,0% | 34,7% | 80,2% | 4,8 | 1,3 | 1,5 | 0,3 | 14,0 |
| 2008-09 | Triumf Lubiercy         | 11  | ?  | 24,5 | 42,0% | 23,7% | 81,5% | 5,1 | 1,4 | 1,5 | 0,3 | 10,5 |
| 2008-09 | Cibona Zagrzeb          | 42  | ?  | 27,5 | 46,3% | 36,0% | 81,8% | 5,7 | 2,1 | 2,0 | 0,5 | 16,2 |
| 2009-10 | Maccabi Tel Awiw        | 45  | ?  | 23,0 | 46,4% | 41,3% | 80,7% | 3,0 | 2,4 | 1,0 | 0,1 | 11,8 |
| 2010-11 | New Mexico Thunderbirds | 10  | 9  | 37,4 | 53,1% | 38,0% | 81,8% | 5,8 | 5,0 | 1,3 | 0,1 | 21,1 |
| 2010-11 | FC Barcelona            | 40  | ?  | 23,9 | 42,5% | 32,5% | 81,3% | 2,9 | 1,2 | 0,9 | 0,2 | 10,8 |
| 2011-12 | Shandong Lions          | 31  | ?  | 35,5 | 43,3% | 35,5% | 81,3% | 5,5 | 4,0 | 2,1 | 0,1 | 25,5 |
| 2011-12 | Canton Charge           | 8   | 7  | 33,0 | 55,0% | 36,4% | 80,0% | 4,6 | 3,0 | 0,9 | 0,1 | 21,5 |
| Razem   |                         | 243 | ?  | 27,8 | 46,6% | 36,0% | 81,7% | 4,3 | 2,3 | 1,4 | 0,2 | 15,5 |

### NBA
Na podstawie Basketball-Reference.com (ang.)

#### Sezon regularny
| Sezon   | Drużyna       | M   | S5 | MPG  | FG%   | 3P%   | FT%   | RPG | APG | SPG | BPG | PPG  |
| ------- | ------------- | --- | -- | ---- | ----- | ----- | ----- | --- | --- | --- | --- | ---- |
| 2005/06 | Charlotte     | 36  | 7  | 15,7 | 41,4% | 41,4% | 80,5% | 1,9 | 0,9 | 0,3 | 0,1 | 5,8  |
| 2006/07 | Charlotte     | 17  | 0  | 15,1 | 45,7% | 25,0% | 82,6% | 1,9 | 1,2 | 0,4 | 0,0 | 5,8  |
| 2011/12 | Toronto       | 17  | 12 | 27,1 | 38,7% | 39,3% | 85,3% | 2,0 | 1,5 | 0,3 | 0,2 | 9,6  |
| 2012/13 | Toronto       | 65  | 2  | 23,0 | 38,3% | 33,3% | 85,7% | 2,3 | 1,6 | 0,7 | 0,1 | 10,7 |
| 2013/14 | Brooklyn      | 78  | 26 | 22,7 | 40,0% | 33,9% | 78,0% | 2,2 | 1,0 | 0,6 | 0,1 | 7,2  |
| 2014/15 | Brooklyn      | 74  | 19 | 23,6 | 44,3% | 34,8% | 81,2% | 2,8 | 1,1 | 0,8 | 0,1 | 7,4  |
| 2015/16 | Washington    | 13  | 0  | 14,8 | 35,6% | 32,4% | 73,3% | 2,1 | 1,1 | 0,3 | 0,1 | 5,0  |
| 2016/17 | L.A. Clippers | 30  | 0  | 10,3 | 37,5% | 31,8% | 75,0% | 0,8 | 0,4 | 0,1 | 0,0 | 2,9  |
| Razem   |               | 330 | 66 | 20,6 | 40,5% | 34,4% | 81,6% | 2,2 | 1,1 | 0,6 | 0,1 | 7,3  |

#### Play-offy
| Sezon | Drużyna  | M  | S5 | MPG  | FG%   | 3P%   | FT%   | RPG | APG | SPG | BPG | PPG  |
| ----- | -------- | -- | -- | ---- | ----- | ----- | ----- | --- | --- | --- | --- | ---- |
| 2014  | Brooklyn | 12 | 2  | 21,8 | 40,3% | 29,0% | 66,7% | 2,7 | 1,3 | 0,8 | 0,0 | 5,9  |
| 2015  | Brooklyn | 6  | 0  | 23,7 | 61,0% | 62,5% | 66,7% | 3,5 | 1,2 | 0,7 | 0,2 | 11,0 |
| Razem |          | 18 | 2  | 22,4 | 48,5% | 40,4% | 66,7% | 2,9 | 1,2 | 0,8 | 0,1 | 7,6  |